# 일본의 궤간논쟁
일본의 궤간논쟁(일본어: 日本の改軌論争)은 일본의 철도가 시작될 때, 케이프 궤간을 채용한 것에 대해 일본국유철도가 표준궤로 궤간을 변경하려고 한 운동을 말한다.
궤간논쟁은 공공 서비스(public service)의 경제학과 국가적인 정책, 날이 갈수록 진보하는 기술들이 복합적으로 작용해 발생한 논쟁이며 일본에서는 현재 교통, 통신, 방송 등의 분야에서 이러한 논쟁이 발생할 때마다 "궤간 변경(改軌)의 전철은 밟지 않도록"(改軌の轍は踏まぬよう)이라는 말이 쓰이고 있다.

## 개요
일본에서 철도가 시작될 때, 오쿠마 시게노부(大隈重信)는 당시 일본에 있던 외국인들의 의견을 받아들이는 형태로 레일의 폭(궤간)을 케이프 궤간으로 결정했다. 이것은 유럽 등 많은 국가들에서 규격으로 채용하고 있는 궤간인 표준궤 보다 좁고, 최고 속도나 수송력으로도 그것들에 훨씬 뒤떨어지는 것이었다.
그래서 철도가 개업한 지 얼마 되지 않아서 케이프 궤간을 표준궤로 고치려는 운동이 일어났다. 왜냐하면 그것이 세계 표준이었기 때문이다. 그러나 결국 정쟁(政爭)이나 예산의 문제로 실행되지 못했고, 그 때문에 일본은 철도에 표준궤를 채용할 때까지 많은 세월을 기다려야 했다. 표준궤를 채용한 최초의 국철은 1964년에 건설된 도카이도 신칸센(東海道新幹線)이었다.

## 일본국유철도~JR 까지의 논쟁
1887년 경, 철도의 수송량이 비약적으로 증가하기 시작하면서 일본제국 육군 등에서 표준궤로의 궤간 변경을 요구하는 '철도개정권의안'이 발의된다. 이것에 대해 당시 철도국장이면서, 철도 국유론자였던 이노우에 마사루(井上勝)는 도카이도 본선 마저 개업하고 있지 않던 현 상태에선 노선 확대가 우선적으로 필요하다고 생각해 의안을 취소 시켜버린다. 이노우에는 일찍이 철도 건설 현장에서 오랜 세월 일한 경험이 있었는데, 당시 그는 '지형이 복잡한 일본에는 협궤가 표준궤보다 바람직하다'라고 생각하고 있었기 때문이다.

### 청일 전쟁 후
1894년, 청일 전쟁이 발발함에 따라 철도의 수송량은 더욱 증가한다. 이렇게 수송량이 증가함에 따라 1896년, 일본 체신성(逓信省)은 궤제취조위원회(軌制取調委員)를 발족해 궤간 변경에 필요로 하는 비용과 그 이점, 결점의 조사를 행한다. 그러나 철도국 내에 궤간 변경 찬성론자가 거의 없었으며, 군부가 철도 국유화에 대한 방침을 바꿨기 때문에 결국 실시에 이르지 못하고 1899년에 궤제취조위원회는 해산한다.

### 대립
러일 전쟁 후, 일본 제국은 대한제국의 외교권을 갖게 된다(을사조약). 이때 일본은 만주에 설치되는 남만주 철도에 대한 권익(權益)을 가지게 된다. 당시 대한제국의 주된 철도 노선은 표준궤 방식이었으며 만주의 철도는 원래 러시아 제국에서 부설한 것이라 1524mm의 광궤 방식을 따르고 있었다. 그렇지만 전쟁 중 일본은 일본제 차량에 의한 군사 수송을 위해 협궤로 궤간(軌間)을 변경하고 있었다. 만주 철도가 성립한 후에 조선과 중국과의 수송을 원활하게 실시하기 위해(다롄~창춘) 표준궤로 궤간을 변경한다.
1906년에 설립된 남만주 철도 초대 총재에 고토 신페이(後藤新平)가 취임했지만, 철도 국유법에 따라 일원화된 국유 철도를 경영하기 위해 1908년 설립된 철도원(鐵道院) 초대 총재로 새로 취임한다. 고토 신페이는 만주와 같이 일본 본토의 철도도 표준궤로 궤간을 변경하자는 제안을 한다. 1910년의 철도 회의에서 도카이도 본선, 산요 본선 등 주요 14선(線)을 1911년부터 13년간 '광궤'(당시 일본에서는 '표준궤'를 '광궤'라고 불렀다. 이제부터 서술하는 '광궤'는 대체로 현재의 '표준궤'라고 보면 적절하다.)로 변경하자는 안(案)이 가결되었다. 이 안에 따라 도쿄의 시가선(市街線)과 도카이도 본선 및 산요 본선에서 새롭게 건설되는 건축물은 표준궤 규격으로 설계, 건설하라는 통지가 나왔다.
이것에 대해, 하라 다카시(原敬)가 이끄는 입헌정우회는 간섭을 하게 된다. 정우회의 기본 방침은 비록 세계 규격에 맞지 않더라도 전국에의 노선 건설을 먼저 해야 한다는 '건주개종'(建主改從) 원칙을 세우고 있어서 고토 신페이가 세우고 있던 '개주건종'(改主建從)과 정면으로 대립하고 있었다. 결국 이렇게 양자가 부딪힌 결과 일본의 제국의회(帝國議會)는 궤간 변경에 관한 예산을 취소시켜버렸다.
1911년 4월, 보다 저예산으로 궤간 변경과 궤간 변경 구역의 확대를 목표로 하기 위해 '광궤(표준궤) 철도개축준비위원회'가 일본 정부 내에 발족하게 되면서 본격적인 심의를 시작하게 된다. 그러나 8월, 하라 다카시가 내각 철도원 총재(일본 내무대신 겸무)로 취임했기 때문에 광궤 계획은 중지되었다.
한편, ‘건주개종’ 원칙에 의해 국가의 규격보다 작은 궤간으로 부설된 ‘경편 철도(軽便鉄道)’ 노선이 가속화되었다. 경편철도법은 간이 규격의 사철 건설을 장려했으며 국철로도 경편 규격의 노선이 건설되었다. 하지만 정치가의 개입으로 인해 철도의 새로운 노선 건설이 좌지우지되는 사례도 많이 발생하여, 아전인수(我田引水)에 빗대 ‘자기 논에 철도 끌어들이기’란 뜻의 ‘아전인철(我田引鉄)’이란 말까지 생겼다.

### 진행
1914년의 지멘스사 스캔들로 인해 야마모토 곤노효에(山本権兵衛) 내각이 무너지면서 오쿠마 시게노부의 내각이 들어서게 된다. 이때 내각 철도원 총재로 임명된 센고구 미쓰구(仙石貢)는 반(反) 정우회파 정당 조직의 간부였으며, 철도 광궤화에도 적극적으로 찬성하고 있었다. 그러한 이유로 7월 15일에 '광궤철도개축취조위원회'를 발족시켜 다음 4가지 안에 대해 검토 조사를 하도록 지시한다.
- 현상의 협궤 철도를 유지한다.
- 협궤로 계속 진행시키지만, 궤도를 강화한다.
- 협궤를 광궤로 바꾸지만, 궤도의 질은 그대로 유지한다.
- 광궤를 할 뿐만 아니라 궤도도 강화한다.

9월 3일, 소에다 주이치(添田壽一)로 철도원 총재가 바뀌지만, 조사는 계속된다.
11월 6일, 소에다는 내각회의에서 1916년부터 25년 계획으로 혼슈의 철도를 광궤로 개조하면서 궤도도 20t을 견디도록 개조할 것을 제안하지만, 일본 대장성은 예산 문제로 난색을 표한다. 1916년, 오쿠마 내각의 총 사직에 따라 조사도 중단된다.
이 시기에 오쿠마 내각에서 진행된 철도 궤간 개편론은 정우회 약체화를 도모하는 정책의 일부로 보는 견해도 있으며 또한 실행으로 옮길 생각이 실제로 있었는지도 불투명하다.

### 고토 신페이와 시마 야스지로
오쿠마 시게노부 내각의 뒤를 이어 데라우치 마사타케(寺内正毅)의 내각이 들어선다. 이때, 내무 대신겸 내각 철도원 총재가 된 고토 신페이는 '광궤화'(앞에서 서술한 것처럼 여기서 '광궤'는 '표준궤'를 뜻한다.)의 절호의 기회라고 생각했다.
내각 철도원 공작(工作) 국장을 맡고 있었던 시마 야스지로(島安次郎)는 독자적으로 철도 궤간 개편 계획을 세우고 있었다. 그는 간사이 철도(関西鉄道) 출신이었지만 간사이 철도 사장이 표준궤론 찬성자라 이에 영향을 받아 그 자신도 표준궤론자였다.
고토 신페이는 시마 야스지로에게 궤간 개편 계획을 구체화하라고 지시한다. 이 계획은 궤간 개편 공사 시작부터 당분간 표준궤용 선로를 협궤 선로 옆에 건설한후, 표준궤화의 완료 후에 협궤 선로를 철거하는 것이었다. 이는 궤간 개편 공사중 열차의 휴지를 필요로 하지 않는 것이었다. 혼슈에서 궤간을 개편시키는 데 필요한 예산은 약 6000만엔, 기간은 10년으로 예정되었다.
1917년 5월 23일부터 8월 5일까지, 요코하마 선의 마치다역(町田駅)과 하시모토 역(橋本駅), 그리고 도중의 후치노베역(淵野辺駅)을 경계로 3선 방식 또는 4선 방식에 따른 궤간 개편 실험을 실시한다. 표준궤로의 궤간 개편 실험은 이것이 처음이었다. 6월 16일에는 고토 신페이도 현장을 찾아와 광궤식으로 개조된 2120형 증기기관차에 편승에 이 실험을 확인했다. 또 지금의 도쿄 종합차량센터에서는 화차의 바퀴축을 교환하는 장치의 시험도 행해졌다.
여기에서 실험은 성공적으로 마쳤기 때문에 내각 철도원은 이것을 기본으로 '국유 철도 궤간 변경안'을 작성한다. 시험의 결과를 근거로 해 구체적인 궤간 변경 계획을 정한 것이다.
계획안에서 총 예산은 6447만엔으로 책정되었으며, 혼슈의 약 6600km에 이르는 궤도를 1919년 4월부터 차례로 궤간 변경을 해 나가서 혼슈의 모든 본선을 고치려는 계획이었다. 개조할 예정 차량은 기관차가 2035량, 객차가 4851량, 화차가 29592량이었다.

### 하라 내각에서의 중단
하지만, 이 계획은 별로 지지를 받지 못했다. 내각총리대신 및 대장성, 군부도 찬성을 하지 않았다. 계획은 좌절되었던 것이다.
1918년에 발생한 쌀 폭동에 따라 데라우치 마사타케 내각이 붕괴하게 되었다. 데라우치 마사타케 총리대신 다음으로 정우회의 하라 다카시가 내각을 계승한다. 철도 대신으로는 자신의 심복이었던 도코나미 다케지로(床次竹二郎)를 임명한다. 도코나미는 광궤화 계획을 철회시켰으며 '개주건종'을 표방하는 사람의 대부분을 좌천시켰다.
1919년 2월 4일, 귀족원 특별회의에서 도코나미는 '광궤는 불필요하다.'라는 답변을 한다. 이때 일본 철도의 '표준궤화' 계획은 임종을 맞이한다. 일본 전기철도회사와 같이 민간 회사에서 독자적으로 표준궤 철도를 부설하려는 움직임도 있었지만 겨우 도시 주변의 지방철도 같은 조그마한 곳이었다.

### 탄환열차 계획
일본의 국철에서 다시 표준궤 방식에 의한 노선을 신설하려는 움직임이 나타난것은 중일전쟁이 시작된 1938년 경이다. 당시 전쟁의 영향으로 중국 방면에의 수송량이 여객과 화물 둘다 급증하고 있었으며, 특히 도카이도 본선과 산요 본선은 국철 전(全) 수송의 3할을 차지할만큼 급증했기 때문에 가까운 시일내에 이에 대한 대책을 마련하지 않으면 수송 불능이 될 상태였다.
그러한 이유로, 이 두개의 본선에 새로운 간선, 즉 신간선(新幹線)을 건설하는게 어떤가라는 제안이 나왔다. 이것에 대해서는 군부(軍部)도 적극적으로 찬성했기 때문에 계획을 추진하게 되었다. 1939년, '철도간선조사회'가 신설되었다. 조사회에서는 표준궤 또는 협궤로 새로운 신선(新線)을 도쿄와 시모노세키 사이에 부설하기로 결정 내린다.
이것에 대해 종래의 노선(재래선)을 직통하여 사용할 수 있는 협궤 선로의 새로운 건설에 찬성하는 사람이 많았다. 그러나 특별위원장 시마 야스지로(島安次郎)는 광궤론자였으며, 또 조선과 만주에서 사용되고 있는 표준궤 방식의 노선과 쉽게 연결할 수 있는 철도 연락선을 사이에 두어 일본 본토와 쉽게 연결시킬 수 있게 새로운 표준궤 방식을 사용할 것을 요구하는 목소리도 있었다(덧붙여서 장래적으로는 대한해협에 터널을 뚫어 직접 직통 운전을 실시하자는 안(案)도 있었다.). 결국, 이런 이유로 표준궤로의 부설이 결정된다. 이 신선 건설 계획은 위원회 내부에서 광궤 간선이나 신칸센이라고 불렸다. 외부에는 신문사 등 언론에서 '탄환과 같이 빠르다.'라고 알린 것으로 인해 '탄환 열차'라고 알려지게 되었다.
1940년에 건설은 시작되었다. 이때, 니혼자카 터널(日本坂トンネル)이나 신탄나 터널(新丹那トンネル)의 터널의 공사도 진행된다. 그러나 전황(戰況)이 악화되자 1943년 중단되어 버린다. 시마 야스지로는 태평양 전쟁 종전(終戰) 직후, 1946년 사망했다.

### 신칸센 건설
전후(戰後), 일본이 다시 일어섬에 따라 도카이도 본선의 수송력 부족이 다시 표면화된다. 이때 탄환 열차 계획 때와 같이 신선의 부설 필요성이 거론된다.
당초, '도카이도 본선의 새 선로'라고 불린 이 계획에 대해 단순하게 도카이도 본선을 복선화 시키던가, 협궤 철도에 새로운 선로가 건설되어야 한다는 제안이 나와있었지만, 전쟁 전 광궤화 계획에 종사했던 관료 소고 신지(十河信二)가 총재로 취임하고 있었던 것, 철도기술연구소의 새로운 연구원들이 표준궤 방식의 새로운 선로라면 도쿄와 오사카 사이에 3시간 운전이 가능케 함을 1957년 5월 25일의 강연에서 일반 대중들에게 발표한 것, 거기에다 시마 야스지로의 아들 시마 히데오(島秀雄)가 국철 기술장(技術長)으로 취임하고 있었던 것 등 여러가지가 복합적으로 영향을 미쳐 표준궤 방식의 새로운 선로 부설이 결정되었다.
이 계획에 의한 도카이도 본선의 새로운 선로(이때, '신칸센'이라는 명칭은 탄환 열차 계획 당시 내부 명칭으로 불리고 있었다고 한다.)는 전쟁 전(前) 부설 되고 있던 건축물들을 활용하면서 건설하게 되어 1964년, '도카이도 신칸센'이 태어난다. 일본에 있어 국철에서 표준궤 방식의 철도가 실현된 것이다.

### 미니 신칸센
그 후 산요 신칸센, 도호쿠 신칸센, 조에쓰 신칸센이 차례로 건설된다. 이것은 새로운 간선 건설을 통한 '개주건종'을 잇는 것이기도 하다.
신칸센의 건설은 막대한 비용을 지출하게 하였다. 이 비용을 억제하기 위해 '미니 신칸센'이 태어나게 된다. 이것은 재래선을 단지 신칸센과 같이 표준궤 방식으로 궤간을 개조하되 차량은 재래선 규격, 복전압(複電壓) 대응으로 신칸센과 표준궤 방식으로 궤간을 변경해 재래선간의 직통 운전을 실시하는 방안이었다. 이것에는 직통 운전을 통해 환승의 복잡이 해소되어 소요 시간의 단축이라는 이점이 있는 반면, 궤간을 변경하는 공사 도중에는 재래선 운행을 정지시켜야 하는 것, 신칸센이 달리지 않는 구간과의 단절이 새롭게 생기는 것, 거기에 속도도 별로 빠르게 되지 않는 것(현재 상태에서 재래선 구간은 130km/h가 최대 속도이다.) 같은 결점이 있다. 그 때문에 일본 전국적인 보급에는 이르지 못했지만 JR 동일본의 담당 지역에서는 1992년 야마가타 신칸센에, 1997년 아키타 신칸센을 개조했다. 또, 신칸센의 노선 연장에 도쿄 등의 대도시에 직통하는 열차와 연결시킬수 있다는 점에 지방에서는 매력을 느껴 과거 JR 서일본의 하쿠비 선(伯備線)이나 JR 시코쿠의 혼시비산 선(本四備讃線) 등에 대해 행정기관에서 계획이 나온 적이 있다.

### 궤간 가변 전동차
1998년, 운수성(현재의 국토교통성)은 시책으로 신칸센과 재래선 간의 직통 운전을 할 수 있게 하는 '궤간 가변 전동차'의 개발을 개시한다. 가변 궤간 객차 및 기관차는 1968년의 스페인 탈고 III RD 기관차와 객차가 최초이며, 전동차에서의 개발은 일본에서 처음 시도되었다. 이것의 개발에 따라 미니 신칸센과 궤간 변경에 관한 여러 문제의 해결을 도모할 수 있을 것이라고 기대된다.

## 사철에서의 논쟁
전기 철도가 시작하게 되는 1899년, 로쿠고바시(六郷橋)와 다이사(大師) 간 노면 전차를 개업한 다이사 전기철도(현재의 게이힌 급행 전철)는 표준궤 방식을 채용해 건설한다. 이 철도는 국철의 표준궤로의 궤간 변경을 염도에 두고 건설했다는 말이 있다(게이힌 급행 전철은 그 후, 한번 도쿄도 전철의 1372mm 궤간으로 변경한후, 다시 1435mm의 표준궤 방식으로 돌아왔다.). 국철이 협궤에서 표준궤로 궤간을 변경하지 않았던 것을 따르지 않고, 전기 철도 및 노면 전차, 지하철에서는 1435mm의 표준궤 방식을 따른다.
또, 1905년 오사카 출입교에서 고베 산노미야(神戸雲井通) 역간 개업된 한신 전기철도 본선은 도시 간 고속 전기 철도를 건설하기 위해 표준궤 방식을 채용한다. 이것은 당시 한신의 기사장(技師長)이 미국 최신예의 도시 간 고속 전기 철도를 시찰했는데, 표준궤 방식의 규격 노선을 사용해야만 고속으로 전철을 달리게 할 수 있었기 때문이라고 한다. 다만, 당시의 사설 철도법은 표준궤 방식의 노선 부설은 인정하지 않았는데, 그러한 이유로 본래 노면 전차에 적용되는 궤도법을 확대해석함으로써 노선을 건설한다. 궤도법의 감독 부처인 내무성이 전철 사업에 호의적인 것도 한 요인이었다.
그 후, 간사이 지방 지방을 중심으로 해서 궤도법에 따라 1435mm의 고속 전기 철도가 잇달아 부설된다. 또 집전 방식에 제3궤조 방식을 채용했으며, 지하철 노선에서는 국철과의 노선 연장이 전혀 없었다. 국철과의 연장이 없게 되자 일본의 제3궤조 방식의 전철은 모두 1435mm의 궤간으로 부설되었다.
표준궤를 채용한 전기 철도 중에서도 특히 간사이 지방(関西)의 사철(私鐵)에서는 고속화 기술이 급속히 발전하고 있었다. 태평양 전쟁 전(前) 고속 운전을 상징하는 사례로서 게이한 전기철도(京阪電気鉄道)의 신게이한(新京阪)선(현 한큐 교토 본선) 데이 100형 전차가 국철 최고의 특급 열차 쓰바메(つばめ)를 야마자키 역(山崎駅) 근처에서 앞질렀다는 일화는 유명하다.
긴키 닛폰 철도(近畿日本鉄道)는 다른 간사이 지방의 사철과 같이 표준궤 방식의 궤간을 채용했다.
궤간 변경에 관한 논쟁은 간토 지방의 사철에 있어서의 도쿄도 전철의 1372mm의 궤간을 채용한 전철 회사가 히로히토 천황 치세 중기에 지하철과의 상호 직통 운전을 실시하는 것에 대한 대응으로 고심한 곳에서도 찾아 볼 수 있다. 그 중에서도 도쿄 도 교통국 지하철 아사쿠사 선 및 게이힌 급행 전철과의 노선연장을 실시한 게이세이 전철(京成電鉄)은 자회사의 신케이세이 전철과 함께 1955년, 궤간 변경 공사를 실시해 1435mm로 변경 할 수 있었지만, 대단히 규모가 크고 엄청난 예산이 든 공사가 되었다. 또 같은 1372mm의 궤간을 채용한 게이오 전철(당시에는 테이토(帝都) 전철)은 도쿄 도 교통국 지하철 신주쿠 선과의 상호 연결 운전을 실시할 때 궤간을 바꿀것을 도쿄 도에 의해서 전달 받았지만, 당시 급격한 연선의 발전에 의한 승객의 급증에 대응하는 데에 힘에 부쳐 결국 실시하지 못하고, 1372mm라고 하는 특이한 궤간을 현재까지 계속 쓰고 있다.

## 같이 보기
- 신칸센
- 가공 전차선
- 관절대차
- 궤간
  - 협궤
  - 표준궤
  - 광궤
- 대차
- 동력분산식 열차
- 보기 대차
- 선로
- 절연구간
- 집전장치
- 제3궤조

## 참고 문헌
- 철도성(1921년). 일본철도사 중편. 도쿄 : 철도성, 제16장 궤제문제 pp. 759-796.